# Gaetano Rapisardi
Gaetano Rapisardi (Siracusa, 6 ottobre 1893 – Roma, 5 dicembre 1988) è stato un architetto italiano.

## Biografia

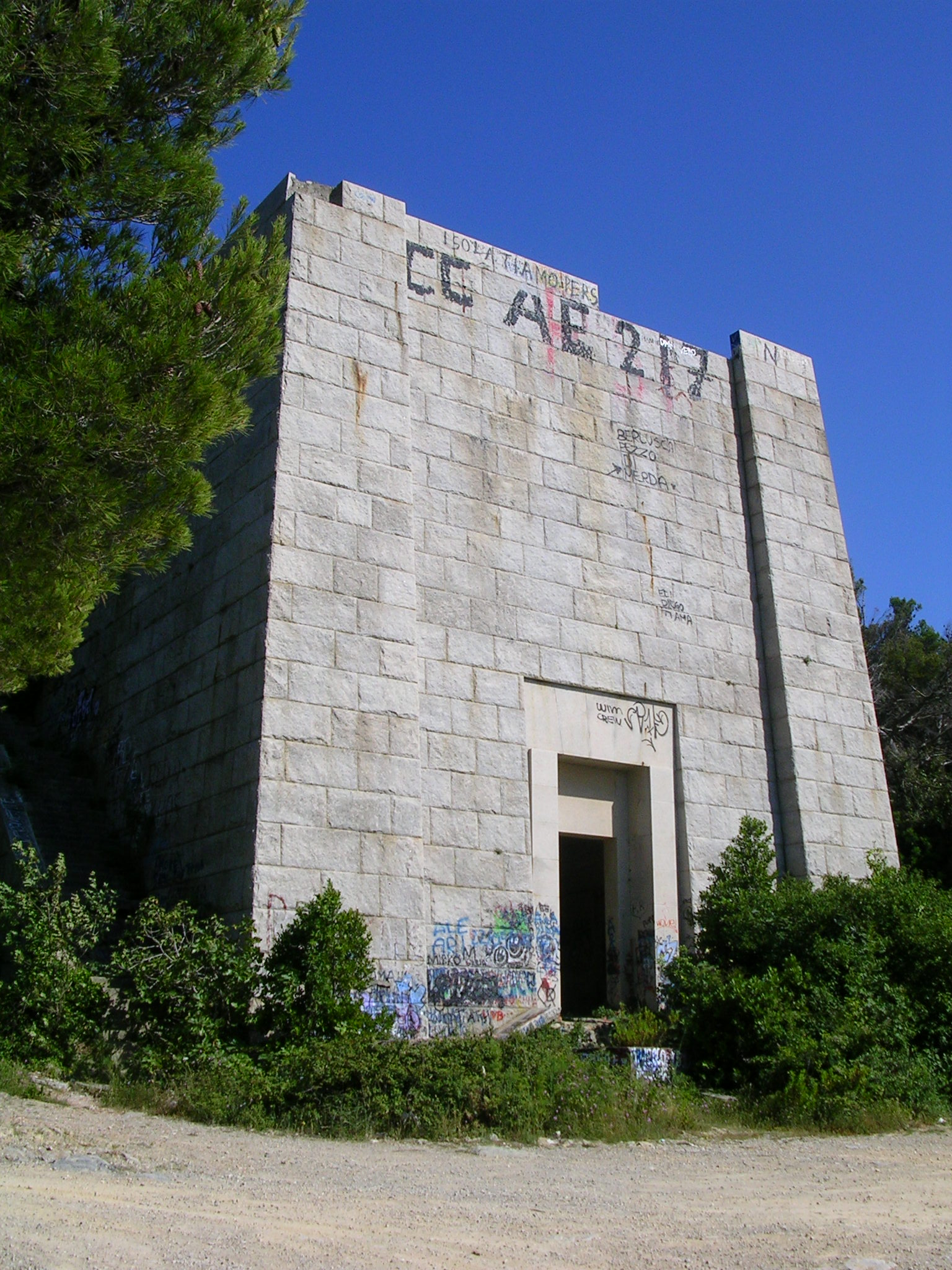
Resti del Mausoleo di Ciano, a Livorno

Dopo aver frequentato le Scuole Tecniche di Siracusa, si trasferì a Firenze per frequentare la Facoltà di Architettura, laureandosi dopo aver preso parte alla prima guerra mondiale.

Il matrimonio con la figlia di Gino Coppedè coincise con l'avvio di una collaborazione professionale con il suocero, nel suo studio di Roma.
Nella sua città natale, progettò la chiesa di San Tommaso al Pantheon edificata nel 1919, con forma circolare.
A Roma, dove si occupò di alcune ristrutturazioni e di edilizia residenziale, svolse anche l'attività di docente e conobbe Marcello Piacentini, col quale, nel 1926, cominciò a collaborare nel concorso, condotto assieme ad Angiolo Mazzoni, per il palazzo della Società delle Nazioni di Ginevra.
Quindi, chiamato ancora da Piacentini, prese parte al progetto della città universitaria di Roma.
Negli anni trenta, assieme al fratello Ernesto, ebbe incarico di progettare la facciata della Casa Bonanni prospiciente il Lungotevere Marzio a Roma e il Palazzo di Giustizia di Palermo, i cui lavori furono avviati nel 1938.
Costruì quindi il Palazzo di Giustizia di Pisa.
A Livorno, assieme allo scultore Arturo Dazzi, fu incaricato di progettare il Mausoleo di Ciano, rimasto incompleto a causa dello scoppio della seconda guerra mondiale. Durante la sua carriera realizzò diversi edifici per il culto, come la Basilica di San Giovanni Bosco nel quartiere romano di Don Bosco, dove Rapisardi si dedicò anche alla sistemazione urbanistica delle aree circostanti.